# Phytomyza nigripennis
Phytomyza nigripennis är en tvåvingeart som beskrevs av Fallen 1823. Phytomyza nigripennis ingår i släktet Phytomyza och familjen minerarflugor. Arten är reproducerande i Sverige. Inga underarter finns listade i Catalogue of Life.